# Radna Fabias
Radna Fabias (Curaçao, 1983) is een Nederlands schrijver en dichter. Fabias studeerde aan de koksschool en dramaschrijven aan de Hogeschool voor de Kunsten in Utrecht. Voordat ze debuteerde als dichter, werkte ze onder andere voor educatieve uitgeverijen.

## Nominaties en prijzen
- Poëzieprijs Stad Oostende, 2016
- C.C.S. Crone Stipendium, 2018
- C. Buddingh'-prijs voor beste debuut, 2018
- Awater Poëzieprijs, 2018
- (nominatie) Eline van Harenprijs, 2018
- Literair talent 2019, De Volkskrant, 2018
- Herman de Coninckprijs, 2019[2]

- De Grote Poëzieprijs (de voormalige VSB Poëzieprijs), 2019
- Poëziedebuutprijs aan Zee, 2019[3]

## Recensies en interviews

### Recensies
- Alkema, O. (2018, 6 april). Je droomt in de taal van de voormalige eigenaar [Boekrecensie van Habitus]. NRC Handelsblad.
- Barnas, M. (2018, 20 april). In haar poëzie schetst Radna Fabias een confronterende wereld die van taal aan elkaar hangt [Boekrecensie van Habitus]. de Volkskrant.
- Buser, M. (2018, 30 april). Op gepaste wijze kunnen omgaan met [Boekrecensie van Habitus]. Athenaeum Boekhandel.
- Dewaele, A. (2019, 26 juli). Zwijgen is zilver [Boekrecensie van Habitus]. De Reactor.
- Gerbrandy, P. (2018, augustus). Zwarte gaten. Habitus van Radna Fabias. [Boekrecensie van Habitus]. Ons Erfdeel: Vlaams-Nederlands Cultureel Tijdschrift.
- Mertens, D. (2018, 20 maart). Een energiek debuut over een identiteit [Boekrecensie van Habitus]. Het Parool.
- Monna, J. (2018, 3 maart). Radna Fabias heeft lef met haar poëzie [Boekrecensie van Habitus]. Trouw.
- Perquin, E. N (2018, 27 december). Ester Naomi Perquin over Radna Fabias: Habitus [Boekrecensie van Habitus]. NRC Handelsblad
- Platteau, V. (2018, mei).Ik was een knooppunt van woestijnen [Boekrecensie van Habitus] Poëziekrant.
- Van Loo, E. (2018, 29 maart). Een poëtische dijkdoorbraak [Boekrecensie van Habitus]. Meander.
- Schaffer, A. (2018, 14 maart). De ruimte van het volledige leven [Boekrecensie van Habitus]. De Groene Amsterdammer.
- Thies, W. (2018, mei). Mijn afgeklemde eierstokken zijn schitterend [Boekrecensie van Habitus]. Poëziekrant.
- Van der Beek, M. (2018, 29 augustus). Recensie Radna Fabias – Habitus. [Boekrecensie van Habitus]. Liter. Literair tijdschrift.
- Vulkers, A (2018, zomer) Krachtig kapitaal [Boekrecensie van Habitus]. Poëzietijdschrift Awater.

### Interviews
- Decerf, F. (2016, 12 maart). Interview met Radna Fabias – Frank Decerf. Digther.
- Declercq, M. (2019, 10 mei). ‘De leeswereld van Radna Fabias.’ [Interview met Radna Fabias]. Iedereenleest.be.
- De Vos, M. (2018, 9 augustus). Dichter Radna Fabias: ‘Ik ben ongeschikt als rolmodel’ [Interview met Radna Fabias]. NRC Handelsblad.
- Monna, J. (2019, 16 februari). Radna Fabias pelt vooroordelen af: Noem je Curaçao een paradijs? Dan kijk je niet goed. [Interview met Radna Fabias]. Trouw.
- Schuringa, A. (2018, 10 december). Radna Fabias. [Interview met Radna Fabias]. Karakters.
- Ten Napel, R. (2018, 12 oktober). ‘Het tonen van minder sexy zaken als vernietiging, gebrokenheid, verdriet’ – Radna Fabias over menszijn, feilbaarheid, trots en afgeprijsde bordeaux. [Interview met Radna Fabias]. Klecks.
- Vuijsje, R. (2018, 6 maart). Schrijver Radna Fabias: ‘Ik wil niet leven met racisten in mijn achterhoofd’. [Interview met Radna Fabias]. de Volkskrant.
- Woltjes, E. (2019, 28 februari). ‘Het schrijven is onontkoombaar’. [Interview met Radna Fabias]. Meander.
- Winkel, R.D. (2020, 24 april). 'De Verloren Tijd: Radna Fabias'. [Podcastinterview met Radna Fabias]. Stichting Perdu.

### Artikelen
- Michiel van Kempen, ‘De teruggekeerde migrant is de volwassene is.’ Een nieuwe generatie in de Nederlands-Caraïbische literatuur. In: Ons Erfdeel, jrg. 62, augustus 2019, pp. 54-68.
- Michiel van Kempen, 'Een banaan afpellen, een bloedende banaan; Een nieuwe generatie in de Nederlands-Caraïbische literatuur.' In: Het andere postkoloniale oog. Onbekende kanten van de Nederlandse (post)koloniale literatuur en cultuur. Onder redactie van Michiel van Kempen. Hilversum: Verloren, 2020, pp. 289-303.